# Saturn IB
Saturn IB (Saturn 1B) byla americká nosná raketa řady Saturn používaná v letech 1965–1975. Její konstrukce vycházela ze starší verze Saturn I. Od ní se odlišovala silnějšími motory prvního stupně, novým systémem řízení letu a přepracovaným druhým stupněm. Právě druhý stupeň byl největší inovací, neboť byl osazen pouze jedním velkým motorem, namísto šesti malých, jako jeho předchůdce. Na nízkou oběžnou dráhu dokázala dopravit náklad o hmotnosti více než 15 tun a byla tak schopna vynést velitelský i servisní modul kosmické lodi Apollo, nebo samotný lunární modul.
Vývoj rakety probíhal ve vývojovém centru NASA Marshall Space Flight Center (dříve Army Ballistic Missile Agency) v Huntsville v Alabamě pod vedením hlavního konstruktéra Wernhera von Brauna. Práce na Saturnu IB začaly prakticky souběžně se Saturnem I, protože oba vycházely z konceptu Saturnu C-1, navrženého roku 1959. Pro verzi IB se čekalo pouze na vývoj nového motoru pro druhý stupeň.
Hlavním úkolem rakety byly testovací lety na nízkou oběžnou dráhu s kosmickou lodí Apollo nebo lunárním modulem. Později sloužila pro vynášení kosmických lodí s posádkou programů Apollo, Skylab a Sojuz-Apollo. Celkem startovala devětkrát a všechny starty byly úspěšné. Jediný závažný incident byl požár lodi Apollo 1, který však nebyl způsoben raketou samotnou. Stejně jako jeho předchůdce, i Saturn IB znamenal velký technologický pokrok. Zatímco Saturn I poskytl cenné zkušenosti s použitím svazků motorů a kapalného vodíku, Saturn IB znamenal pokrok na poli silných vodíkových motorů. Druhý stupeň Saturnu IB byl později použit jako třetí stupeň Saturnu V.

## Historie

### Původ

Porovnání původních koncepcí Saturnu C-1 a skutečných raket Saturn I a IB tak, jak byly postaveny

Během vývoje Saturnu I docházelo k mnoha změnám jeho konfigurace a nové koncepty se objevovaly téměř každý měsíc. Původní von Braunova koncepce Saturnu s raketou Titan jako druhým stupněm byla rozšířena o mnoho dalších možných řešení a jedním z nich bylo využití tehdy nové technologie motorů na kapalný vodík. Souběžně s přechodem ABMA a Saturnu pod Národní úřad pro letectví a kosmonautiku byla ustavena takzvaná Silversteinova komise, která měla za úkol zhodnotit všechny navrhované koncepty a vybrat nejlepší řešení. Jednotlivé koncepty byly setříděny do skupin a označeny písmeny A,B a C. Skupina C zahrnovala vodíkové motory a s nimi spojené takzvané nekonvenční kryogenní technologie. Koncepty C zároveň poskytovaly nejvyšší výkony a z politického hlediska jejich pokročilá technologie znamenala demonstraci americké technologické úrovně. Komise tedy rozhodla ve prospěch variant nazvaných C-1, C-2 a C-3. Po dalších změnách a škrtech zbyl pouze dvoustupňový koncept C-1. Tento koncept měl mít druhý stupeň osazen čtveřicí nových motorů XLR-119. Vývoj XLR-119 se potýkal s problémy a nakonec byl zrušen. C-1 byl proto vybaven svazkem šesti slabších motorů RL-10. Svazek šesti motorů měl nevýhody plynoucí ze složitosti řízení a synchronizace chodu všech motorů. Proto byl zahájen vývoj nového konceptu C-1B, který byl později pojmenován Saturn IB.

### Vývoj motoru J-2
Kombinace kapalného kyslíku a vodíku jako raketového paliva byla díky vysokému specifickému impulsu pro inženýry NASA velmi lákavá a koncem roku 1959 bylo vypracováno několik studií o možnostech vývoje silnějších motorů. Tehdy nový motor RL-10 nabízel tah pouze 67 kN (současná verze RL-10B-2 používaná na druhém stupni rakety Delta IV má tah 110 kN), ale pro zamýšlené mise na Měsíc bylo potřeba tah v řádu stovek kilonewtonů. V průběhu první poloviny roku 1960 byli svoláni bývalí členové Silversteinovy komise, aby vybrali firmu, které svěří vývoj a výrobu nových motorů J-2. V červenci 1960 byla vybrána firma Rocketdyne a konečný kontrakt byl podepsán v září 1960. Hlavním cílem konstruktérů z Rocketdyne byla bezpečnost, protože se jednalo o první silný motor navrhovaný pro pilotované lety..
Vývoj se rychle rozběhl a již v listopadu proběhl první test vstřikovačů pro nový motor. Ještě před koncem roku 1960 postavil Rocketdyne velkou vakuovou komoru, speciálně navrženou pro simulování podmínek otevřeného vesmíru. Při vývoji bylo použito tehdy nové metody simulování běhu motorů pomocí počítačové analýzy. Roku 1961 práce rychle pokročily a v lednu 1962 byl proveden první testovací zážeh. V červnu 1962 podepsala NASA s firmou Rocketdyne další kontrakt na pokračování vývoje do roku 1965 a výrobu 55 kusů motorů J-2. Ve stejné době NASA oznámila úmysl postavit novou dvoustupňovou nosnou raketu Saturn C-1B, která bude schopná vynést na nízkou oběžnou dráhu kompletní kosmickou loď Apollo nebo samotný lunární modul.

### Vývoj druhého stupně

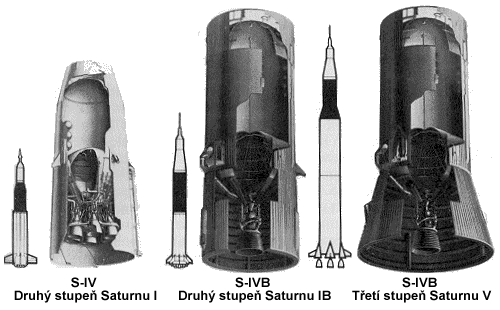
Porovnání jednotlivých verzí stupně S-IV, vlevo původní S-IV Saturnu I, uprostřed S-IVB Saturnu IB, vpravo S-IV Saturnu V

Druhý stupeň S-IVB vycházel ze druhého stupně Saturnu I. Označení IV nese proto, že byl plánován jako čtvrtý stupeň dříve zavrženého konceptu C-4. Kontrakt na vývoj původního S-IV Saturnu I byl udělen v dubnu 1960 firmě Douglas Aircraft Company. Toto rozhodnutí bylo učiněno po společné dohodě ABMA a NASA (ABMA tou dobou ještě nebyla plně integrována do NASA). Výběr firmy Douglas vyvolal kritiku, neboť konkurenční Convair měl s vývojem vodíkem poháněných motorů větší zkušenosti a měl již vlastní program vývoje stupně Centaur. Tehdejší ředitel NASA T. Keith Glennan rozhodnutí zdůvodnil tím, že Convair měl vyvinout také stupeň S-V, který vycházel z Centauru, a hrozil by tak vznik monopolu na vodíkové stupně.
Po oznámení záměru postavit dvě nové rakety C-1B a C-5 (Saturn IB a Saturn V) byl kontrakt s Douglasem rozšířen o vývoj a výrobu nové verze stupně s větším průměrem osazené jedním motorem J-2. Vylepšená verze S-IVB měla být použita jako druhý stupeň Saturnu IB a jako třetí stupeň Saturnu V. Podobnost mezi verzemi S-IV a S-IVB byla značná a mnoho součástí bylo použito přímo na novém stupni. Za rozhodnutím vylepšit druhý stupeň Saturnu I stála snaha o urychlení programu Apollo pomocí standardizace použitých součástí. Velký vliv na konečnou podobu S-IVB měla koncepce mise na Měsíc, nazývaná Lunar orbit rendezvous, neboli setkání na oběžné dráze Měsíce. Pro tuto misi bylo zapotřebí vynést kosmickou loď na parkovací dráhu, na ní setrvat čtyři až pět hodin, a poté provést druhý zážeh a nasměrovat ji na přechodovou dráhu k oběžné dráze Měsíce. Tento úkol však náležel Saturnu V. Saturn IB měl za úkol dopravu kosmické lodi Apollo bez lunárního modulu jen na nízkou oběžnou dráhu Země při zkušebních letech. Proto nebylo potřeba provádět opakovaný start a verze pro Saturn IB byla tedy odlehčena o přídavné tlakové lahve s heliem, které se používaly pro dodatečné natlakování nádrží v beztížném prostředí.

### Vstup do služby a aktivní kariéra

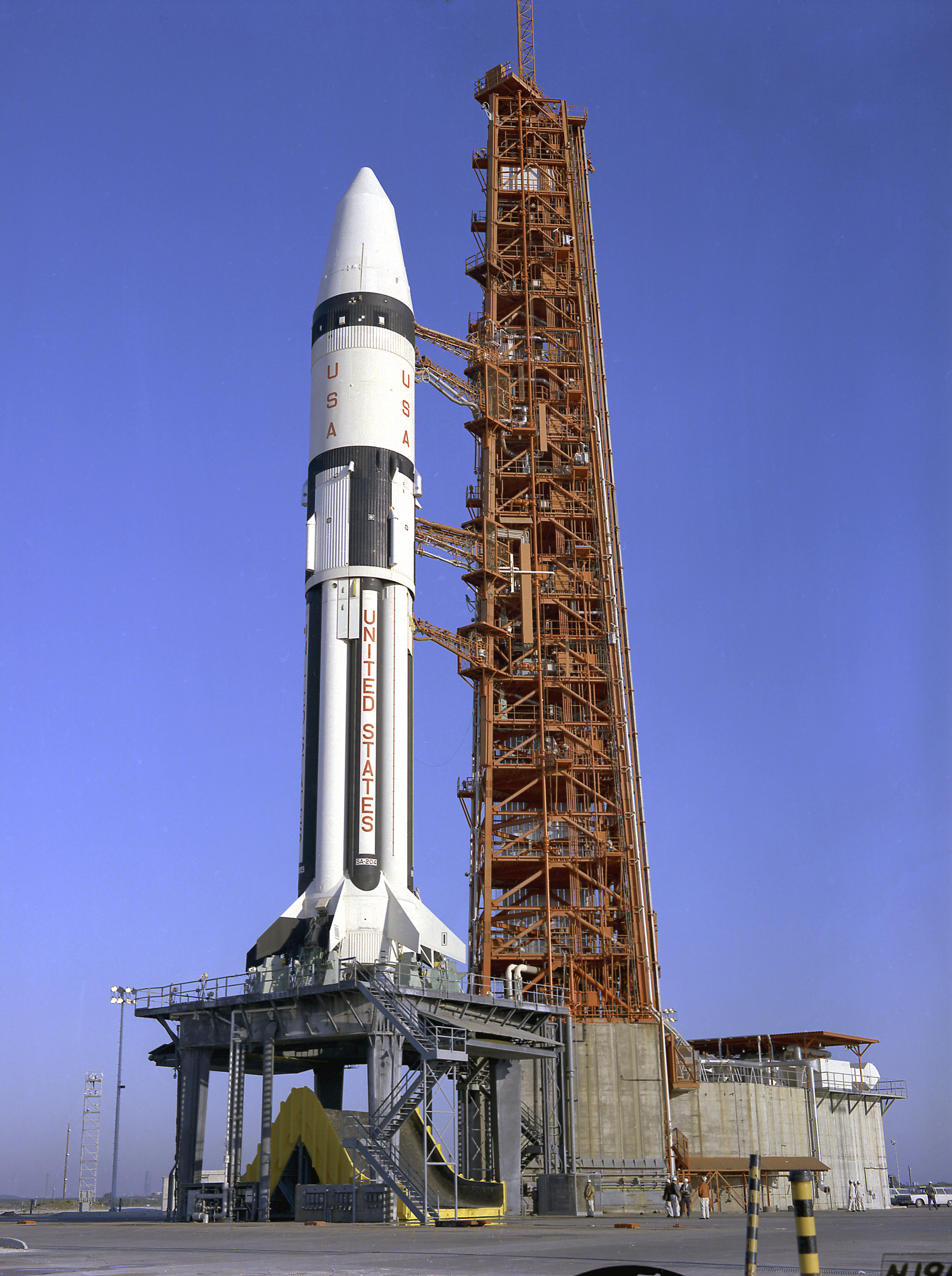
Saturn IB sériové číslo AS-204 před misí Apollo 5

Pro nový Saturn IB byl kromě druhého stupně upraven i první stupeň. Stupně S-I a S-IB byly téměř identické, ale nová verze byla přibližně o čtyři tuny lehčí a dokázala pojmout více paliva. Dále byly upraveny aerodynamické plochy, jejichž tvar byl navržen pro stabilizaci větší a těžší rakety. Díky novým postupům byly nové plochy lehčí a lépe tvarované. S-IB byl osazen motory H-1, stejně jako Saturn I, avšak pro Saturn IB byly označovány H-1b a měly zvýšený tah. Zprvu byly motory H-1b schopny produkovat tah 890 kN a později byl tah zvýšen na 912 kN. Hmotnostní rozdíl verzí pro Saturn I a Saturn IB byl relativně velký, 635 kg u verze H-1 proti 988 kg verze H-1b, ale zvýšený tah a úspora hmotnosti samotného prvního stupně nakonec vedly ke zvýšení celkové nosnosti. Pro starty Saturnu IB musely být upraveny startovací rampy LC-34 a LC-37 na mysu Canaveral. Z tohoto důvodu byl start poslední mise Saturnu I přesunut na 30. července 1965, takže byl dostatek času na provedení úprav potřebných před řádným termínem plánovaného prvního startu Saturnu IB.
První start Saturnu IB se konal 26. února 1966 na odpalovacím komplexu 34 na mysu Canaveral. Šlo o první suborbitální testovací let, trvající přibližně 32 minut. Raketa při něm dosáhla výšky přes 480 kilometrů a dopadla do jižního Atlantiku asi 320 kilometrů od ostrova Ascension. Další mise byly zaměřeny, stejně jako mise Saturnu I, na testování kosmické lodi Apollo a lunárního modulu. Poprvé však bylo možno otestovat součásti plánované rakety Saturn V, protože se Saturnem IB sdílely stejný stupeň S-IV. Po sérii testů přišly na řadu mise s posádkou, jako první to byla mise Apollo 7, poté následovaly mise ke stanici Skylab a nakonec v roce 1975 společná sovětsko-americká mise Sojuz-Apollo.

## Popis
Saturn IB byl dvoustupňová nosná raketa na kapalné pohonné látky. Základní sestava pro většinu misí sestávala z prvního stupně, druhého stupně s přístrojovou sekcí a kosmické lodi Apollo. Při misích bez lodi Apollo byl na špici rakety připevněn aerodynamický kryt. Funkcí prvního stupně byl pohon rakety ve vzestupné fázi letu hustými vrstvami atmosféry. Během této fáze na raketu působil odpor prostředí, dynamické síly a další vlivy jako třeba aerodynamický třesk při překonání rychlosti zvuku. První letová fáze trvala přibližně 155 sekund a raketa během ní vystoupala do výšky přes 60 kilometrů. Druhá fáze aktivního letu byla zahájena odstavením motorů prvního stupně a zážehem stupně druhého. Druhý stupeň vynesl zbytek rakety na požadovanou oběžnou dráhu a poté byl také odhozen. Žádná ze součástí rakety nebyla navržena pro opakované použití.

### První stupeň

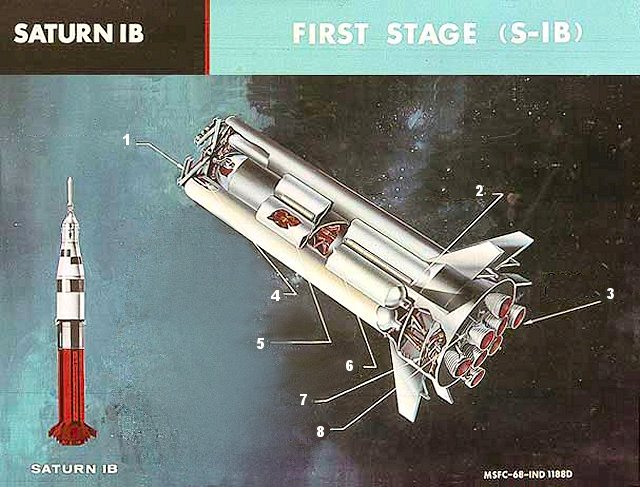
1. Hlavní nosník „spider-beam“ 2. Tunel pro kabeláž 3. 8x motory H-1 4. Přístrojové vybavení 5. Přepážky proti šplouchání paliva, 8x nádrž průměr 178 cm 6. Kyslíková nádrž, průměr 267 cm 7. Protipožární stěna 8. Tepelný štít

První stupeň S-IB byl téměř totožný s prvním stupněm Saturnu I. Skládal se osmi nádrží rakety Redstone a jedné nádrže rakety Jupiter. Nádrže z Redstone byly umístěny po obvodu, čtyři z nich obsahovaly palivo RP-1 a zbylé čtyři byly určeny pro kapalný kyslík. Nádrž z Jupiteru byla uprostřed a obsahovala také kapalný kyslík. Průměr nádrží z Redstone byl 178 cm, průměr nádrží z Jupiteru byl 267 cm a celkový průměr prvního stupně byl 660 cm. Pro původní stupeň S-I byla délka nádrží upravena na 12 metrů, nový stupeň musel pojmout více paliva, a proto byly nádrže prodlouženy na 16 metrů. Celková výška prvního stupně (i s motory a adaptérem pro druhý stupeň) byla 25,5 metru. Po naplnění kyslíkových nádrží docházelo k prodloužení (viz deformace) až o 63,5 milimetru, proto byly nádrže na horním nosníku uloženy posuvně.. Při letu byly nádrže rozděleny do dvojic a každá dvojice napájela dva motory. Pro zajištění stabilní polohy byly nádrže vybaveny přečerpávacím zařízením, které bylo schopno vyrovnat hladiny v nádržích. Tento systém bylo možno použít i při výpadku jednoho z motorů k přesměrování paliva do dalších motorů. Prostřední kyslíková nádrž dodávala kyslík pro vnější motory se směrovatelným tahem.. Při startu také docházelo k vibracím a rázům, které způsobovaly šplouchání paliva v nádržích. Tento problém se objevil už při prvních misích Saturnu I, proto byly přidány do nádrží přepážky, které tomu zabraňovaly. Saturn IB jimi byl vybaven již od prvních letů.
Kvůli spotřebě pohonných látek při letu bylo nutné kompenzovat jejich objem v nádržích. K tomu sloužily dva nezávislé systémy. První systém zajišťoval kompenzaci objemu kapalného kyslíku. To bylo řešeno tepelným výměníkem, do nějž byla přivedena část kapalného kyslíku, ta byla ohřáta plyny vystupujícími ze spalovací turbíny motorů H-1b a vedena ve formě plynu zpět do nádrže. Pro kompenzaci objemu RP-1 byl systém jednodušší, byl tvořen pouze tlakovými nádobami s dusíkem, postupně doplňovaným do nádrží. Podobný princip byl uplatňován i na druhém stupni. V případě druhého stupně však byl komplexnější a plnil více funkcí.

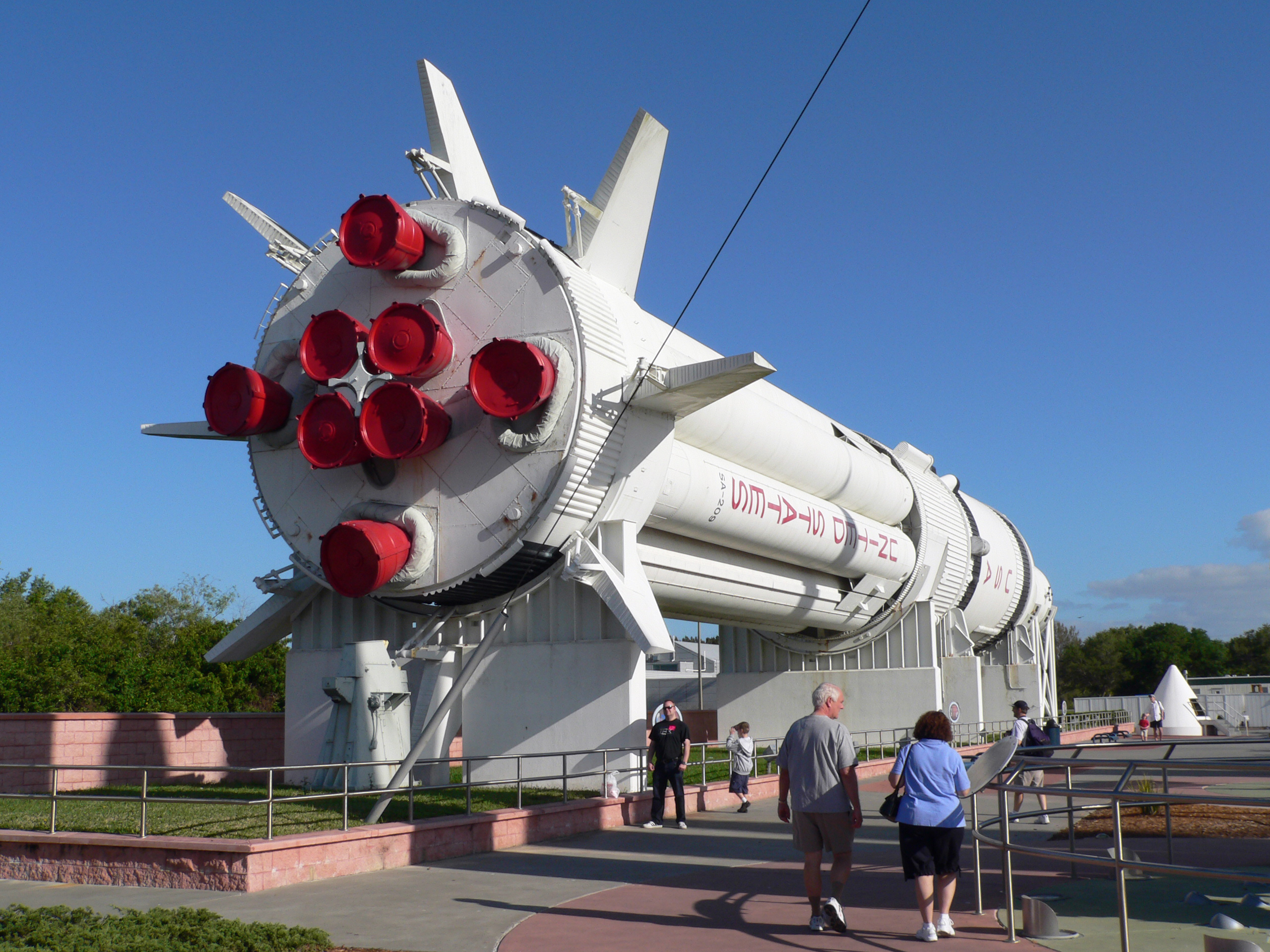
Pohled na zadní část Saturnu IB, Kennedyho vesmírné středisko

Pro upevnění nádrží byly použity nosníky, tvarem připomínající pavoučí síť, a proto přezdívané „spider beam“ (pavoučí nosník). Spider beam byl vyroben z hliníkových profilů tvaru L. Základem byl kříž z osmi nosníků, které vzájemně svíraly úhel 45°. Mezi ně byly umístěny další příčné nosníky. Tato konstrukce plnila dvojí úlohu. Při montáži sloužila jako jakýsi středící přípravek, ale po montáži zůstávala součástí stupně jako nosná část. Zároveň sloužila jako nosník pro různé dodatečné vybavení, jako telemetrické jednotky, kamerová pouzdra a podobně. Spodní část stupně byla osazena osmi motory H-1b, což byla upravená verze motoru H-1. Čtyři motory byly umístěny na kraji stupně a byly schopny směrování tahu ve dvou osách. Směrování tahu umožňuje vychýlit proud spalin z motoru, a tak relativně efektivně řídit let rakety. Tímto systémem byly osazeny vnější motory, protože jsou nejdále od osy rakety a poskytují tak maximální řídící moment. Zbylá čtveřice motorů byla v ose rakety. Během letů Saturnu IB se nevyskytly závažnější problémy s motory, neboť problémům s provozem svazku osmi motorů bylo věnováno několik testovacích letů Saturnu I a v době Saturnu IB už byly téměř všechny vyřešeny.

### Druhý stupeň

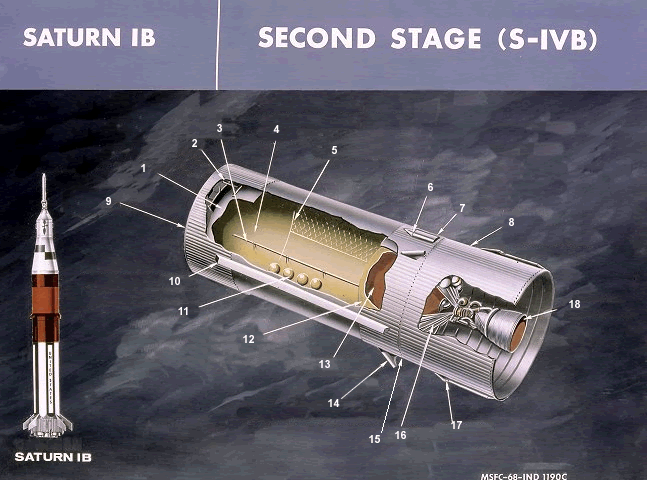
1. Přední stěna 2. Přívodní kanál kapalného vodíku 3. Senzory hladiny paliva 4. Nádrž na kapalný kyslík 5. Izolace 6. Záložní moduly řízení pohonu 7. Záďová obruba 8. Záďový mezistupeň 9. Příďová obruba 10. Tunel pro kabeláž 11. Tlakové nádoby s heliem 12. Přepážka mezi prostory pro kyslík a vodík 13. Nádrž na kapalný kyslík 14. Pomocné motory 15. Separační rovina 16. Podpůrná konstrukce 17. Zpětné rakety 18. Hlavní motor J-2

Druhý stupeň byl osazen jedním motorem J-2 na kapalný kyslík a vodík. Nádrže byly vyrobeny ze svařovaných plátů o tloušťce 19 milimetrů ze slitin hliníku. Vnitřní plášť nádrží tvořil jediný válcový svařenec a prostory pro kapalný vodík (nahoře) a kapalný kyslík (dole) byly odděleny speciálně navrženou přepážkou (na obrázku označena 12). Tato přepážka byly klíčovou součástí celého stupně, neboť plnila funkci výztuže a tepelné izolace. V oddělených prostorech byly velmi rozdílné teploty, kapalný kyslík byl skladován při −172 °C a kapalný vodík při −253 °C. Přestup tepla mezi oběma prostory by mohl způsobit přechod kyslíku do pevného skupenství. Přepážka proto musela být dimenzována na velké teplotní rozdíly a z toho vyplývající pnutí způsobené teplotní roztažností. Zároveň byla dimenzována pro udržení velkého přetlaku z kterékoli strany nádrže, přepážka tak dokázala udržet tuhost konstrukce stupně i při značné ztrátě tlaku v kterémkoli z oddělených prostorů. Kapacita nádrží byla 72 700 litrů kapalného kyslíku a 229 000 litrů kapalného vodíku.
Výrobcem druhého stupně byla firma Douglas Aircraft Company, která se zabývala výrobou letadel a součástí pro letecký průmysl. Při výrobě S-IB byly ve velké míře použity numericky řízené stroje (NC – Numerical control) pro nýtování hliníkových plechů vnějšího pláště. NC stroje byly použity i při svařování součástí nádrží a obrábění nosníků pro zavěšení motorů. Vzhledem k nízké hustotě kapalného vodíku a z toho plynoucí nutnosti maximální těsnosti svarů musely být všechny svary důkladně kontrolovány. Na každý svar byly používány dvě metody kontroly, prozařování rentgenem a kapilární zkoušky.
Nízká teplota a hustota kapalného vodíku kladla vysoké nároky na izolaci nádrží. Nejlépe se na tento účel hodilo balsové dřevo. Balsa je snadno opracovatelná, lehká a má požadované izolační vlastnosti. Problémem byla skutečnost, že ani celá jihoamerická produkce balsy by nedokázala pokrýt požadavky programu, a proto se přistoupilo k vývoji alternativního materiálu. Nový materiál byl tvořen trojrozměrnou matricí ze skelných vláken, která byla propletena a uspořádána do tvaru kvádru o čtvercové podstavě se stranou 30 centimetrů a o výšce 20 centimetrů. Poté byla matrice uložena do formy, zalita polyuretanouvou pěnou a vytvrzena. Takto získaný materiál bylo možno nařezat na panely podle tvaru vnitřní strany nádrže. Panely byly instalovány ve speciální hale s kontrolovaným prostředím, kde byla teplota udržována v rozmezí 13–18 °C. K upevnění sloužila speciální přilnavá vrstva, která byla poté vytvrzena při teplotě 43 °C.

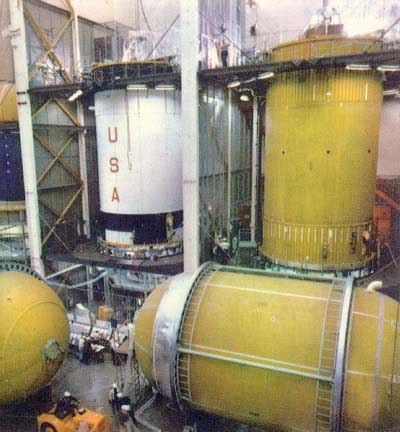
Montážní hala firny Douglas v Huntington Beach

Pohonný systém byl tvořen hlavním motorem J-2, palivovým vedením, pneumatickým ovládacím okruhem, systémem tlakování nádrží, systémem pro efektivní využití paliva a tankovacím zařízením. Tankování paliva probíhalo podobně pro vodík i kyslík. V první fázi byla nádrž plněna rychlostí 1800 litrů za minutu do 5 % objemu, poté se přešlo na rychlé plnění 3600 l/min do 98 % a v poslední fázi byla nádrž naplněna na 100 % objemu rychlostí 1100 l/min. Před startem byla nádrž stále připojena k pozemnímu zásobníku a podle potřeby byl objem pomalu doplňován rychlostí 100 l/min. Pomalé počáteční plnění mělo snížit teplotní šok, způsobený kryogenickými pohonnými látkami.
Přídavné tlakování nádrží bylo podobné systému pro kompenzování objemu spáleného paliva na prvním stupni. Zde tento systém plnil stejný účel, měl však i další funkce. Přetlak v nádržích příznivě působil na plynulé zásobování motoru palivem a zároveň zvyšoval tuhost konstrukce, která pak lépe snášela dynamické namáhání při aktivní fázi letu. Na podobném principu fungovaly nádrže raket Atlas a stupně Centaur, v jejich případě však byla celá tuhost konstrukce závislá na přetlaku. Systém tlakování nádrží byl rozdělen na pozemní předstartovní zdroj a letový tlakovací systém. Jako dodatečný plyn bylo použito helium a v případě vodíkové nádrže i plynný vodík. Verze pro raketu Saturn V byla vybavena větší zásobou helia, neboť ji bylo potřeba znovu zažehnout ve vesmíru bez možnosti pozemního zdroje. Verze pro Saturn IB byla odlehčena a vybavena heliem pouze pro jeden zážeh. Pro zvýšení efektivity a tlaku byl stupeň vybaven speciální spalovací komorou, která spalovala vodík a kyslík z hlavních nádrží a ohřívala helium, aby expandovalo. Plynný vodík byl do nádrží přiváděn od motoru, kde procházel přes tepelný výměník.
Systém pro efektivní využití paliva byl důležitý z hlediska vyvážení rakety. Kapalný vodík byl umístěn v samostatných nádržích, oddělených přepážkami, a bylo nutné zajistit rovnoměrný odběr z každé z nich. Systém také dokázal měřit průtok paliva potrubím, a byl proto používán při tankování rakety před startem. Posledním článkem pohonného systému stupně byl motor J-2 s tahem 1000 kilonewtonů.

## Využití

### Mise bez posádky

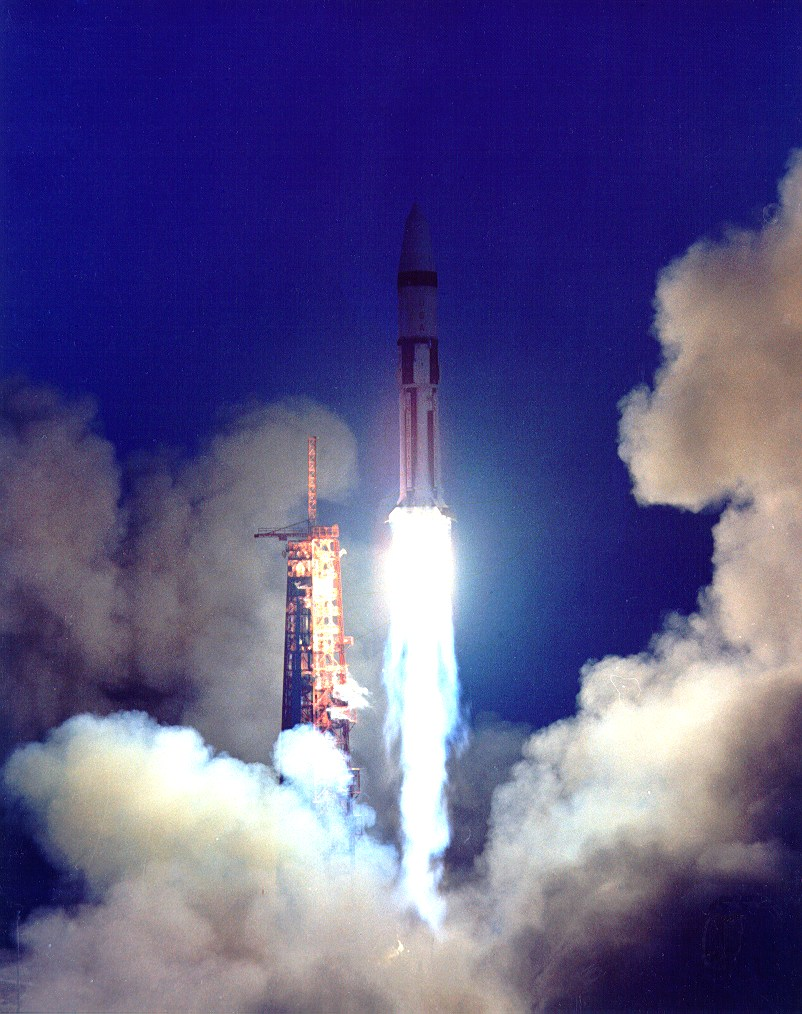
Start mise Apollo 5

V programu Apollo znamenala raketa Saturn IB určitý posun, neboť to byla jediná raketa té doby schopná vynést sériový velitelský a servisní modul. Předchozí mise programu Apollo používaly pouze maketu velitelského modulu. Než se však přikročilo k testům s raketou Saturn IB, bylo nutné dokončit sérii testů únikového systému. Testy probíhaly ve White Sands Missile Range v Novém Mexiku pomocí rakety Little Joe II. Po dokončení těchto testů se pozornost přesunula zpět na mys Canaveral, kde již pracovníci Marshallova střediska vesmírných letů a firem Douglas Aircraft Company, Chrysler, Rocketdyne a dalších připravovali raketu Saturn IB ke startu ze startovacího komplexu 34.
První mise nesla název AS-201 (Apollo–Saturn 201) a jednalo se o první testovací let rakety a zároveň první test sériové kosmické lodi Apollo. Let byl suborbitální a uskutečnil se 26. února 1966. Raketa vynesla loď Apollo do výšky 425 kilometrů. Apollo poté setrvačností vystoupalo do 488 km. Raketa fungovala podle plánu a jediná selhání byla na straně lodi. Druhá mise nesla název AS-203, měla za úkol otestovat druhý stupeň S-IVB v podmínkách nulové gravitace. Raketa odstartovala 5. července 1966 a vynesla kosmickou loď Apollo i s druhým stupněm na nízkou oběžnou dráhu s výškou apogea 212 kilometrů. Tento test měl velký význam pro vývoj Saturnu V, který používal také stupeň S-IVB. Třetí mise, AS-202, byla opět suborbitální, její účel byl stejný jako mise AS-201, tedy test rakety samotné. Apogeum tentokrát dosáhlo výšky přes 1100 kilometrů, loď Apollo urazila vzdálenost přibližně 25 000 kilometrů.
Další misí měl být první let s posádkou. Mise AS-204 (Apollo 1) měla odstartovat v prvním čtvrtletí roku 1967, posádku tvořili Virgil Ivan Grissom, Edward Higgins White a Roger Bruce Chaffee. Při pozemní přípravě však došlo k nehodě a celá posádka zahynula. Tato nehoda nebyla zaviněna raketou, ale chybami v konstrukci velitelského modulu. Raketa z nehody vyšla bez úhony a byla použita při další misi. Poslední misí bez posádky byla Apollo 5, která odstartovala 22. ledna 1968 a měla za úkol otestovat lunární modul na oběžné dráze Země. Mise proběhla dobře a lunární modul byl prohlášen za prověřený.
| Sériové číslo | Mise     | Datum startu     | COSPAR    | Poznámky                                                                                          |
| ------------- | -------- | ---------------- | --------- | ------------------------------------------------------------------------------------------------- |
| AS-201        | AS-201   | 26. února 1966   | –         | První testovací let. Suborbitální test kosmické lodi Apollo.                                      |
| AS-203        | AS-203   | 5. července 1966 | 1966-059A | Druhý testovací let. Test druhého stupně, celkem čtyři oběhy kolem Země.                          |
| AS-202        | AS-202   | 25. srpna 1966   | –         | Třetí testovací let. Suborbitální test kosmické lodi Apollo.                                      |
| AS-204        | Apollo 5 | 22. ledna 1968   | 1968-007A | Test lunárního modulu na oběžné dráze Země. Použitá raketa byla původně určena pro misi Apollo 1. |

### Pilotované lety

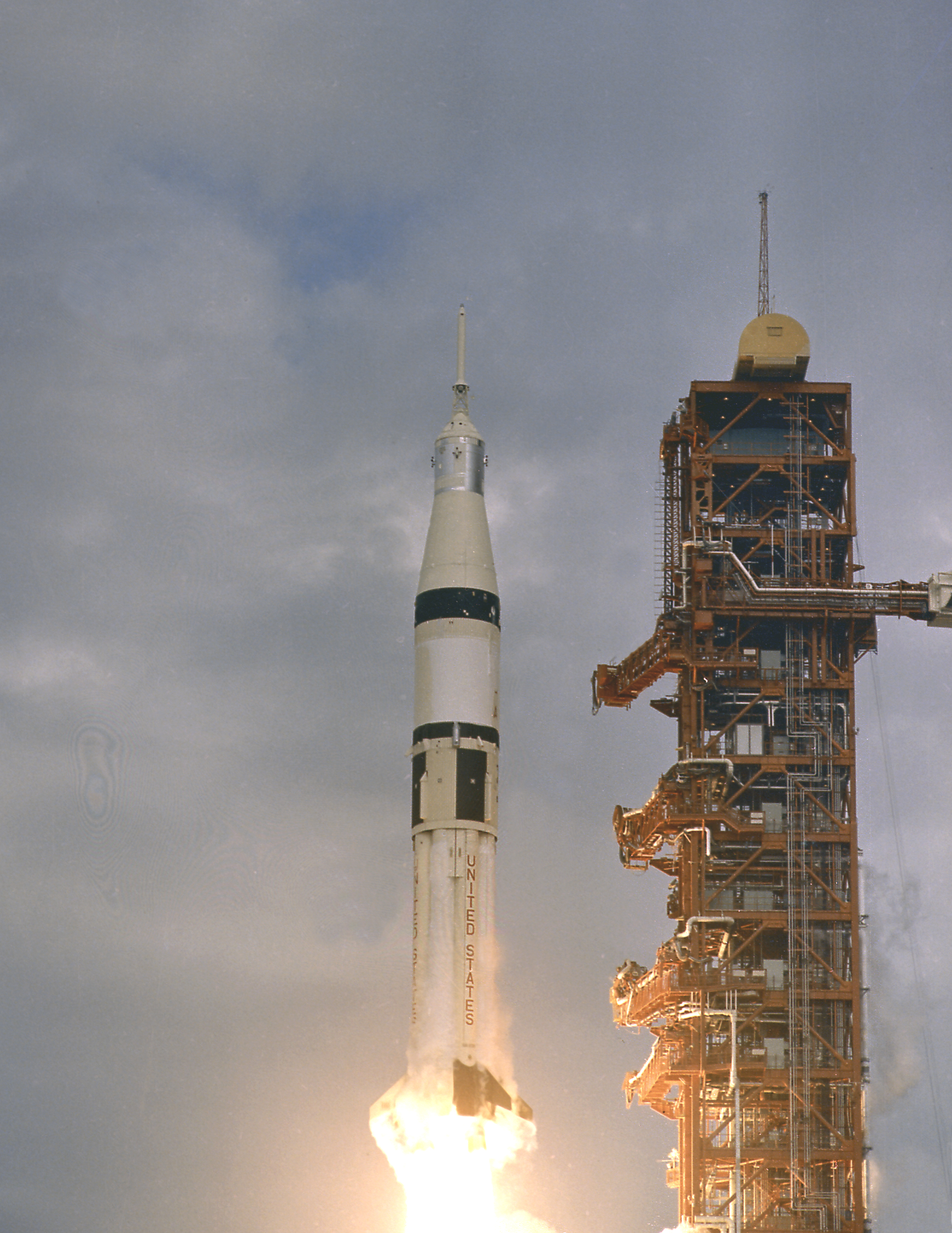
Start mise Skylab 2

Prvním pilotovaným letem byla mise Apollo, která odstartovala 11. října 1968 z LC-34 na mysu Canaveral. Posádku tvořili Wally Schirra, Donn Eisele a Walter Cunningham. Start proběhl hladce, astronauti hlásili pouze slabé vibrace a hluk proudícího paliva, jinak se nevyskytl žádný problém. Po dosažení oběžné dráhy se kosmická loď Apollo oddělila od druhého stupně S-IVB. Po několika hodinách se loď Apollo vrátila zpět k S-IVB, který měl sloužit k simulaci spojení s lunárním modulem. Vše proběhlo v pořádku, avšak krycí panely kolem adaptéru pro připojení nebyly zcela otevřeny. Při misi s lunárním modulem by to mohlo způsobit vážné potíže, a proto bylo otevírání dodatečně vybaveno explozivním systémem pro úplné otevření. Tímto letem byla završena účast Saturnu IB na měsíčním programu. Následující Apolla už byla vynášena raketou Saturn V.
Další start Saturnu IB následoval až v roce 1973 ke stanici Skylab. Samotná stanice Skylab byla vyrobena z upraveného stupně S-IVB, který byl určen pro Saturn IB sériové číslo AS-212. První let ke stanici odstartoval 25. května 1973. Mise nesla název Skylab 2 a členy posádky byli Charles Conrad, Paul Weitz a Joseph Kerwin. Start proběhl podle očekávání a nedošlo k žádné závadě. Další lety ke stanici proběhly taktéž hladce, a raketa tak prokázala svou spolehlivost. Mise Skylab 3 startovala 28. července 1973, její posádku tvořili Alan Bean, Owen Garriott a Jack Lousma. Posledním letem ke stanici byl Skylab 4, který odstartoval 16. listopadu 1973, posádku lodi tvořili Gerald Carr, William Pogue a Edward Gibson. V případě potíží na stanici byla připravena záchranná mise Skylab Rescue. Jejími piloty měli být Vance Brand a Don Lind.
Posledním letem byla společná sovětsko–americká mise Sojuz-Apollo, která odstartovala 15. července 1975. Posádku tvořili Thomas Stafford, Vance Brand a Donald Slayton. Start opět proběhl bez problémů. Při této misi musel být upraven spojovací systém druhého stupně a lodi Apollo, protože raketa musela vynést i speciální adaptér pro spojení s lodí Sojuz 19.
| Sériové číslo | Mise | Datum startu | COSPAR | Poznámky |
| ------------- | --- | --- | --- | --- |
| AS-205        | Apollo 7 | 11. října 1968 | 1968-089A | První let s posádkou programu Apollo. Posádka: Wally Schirra, Donn Eisele a Walter Cunningham. 163 oběhů. Poslední start ze startovacího komplexu 34.                                                                      |
| AS-206        | Skylab 2 | 25. května 1973 | 1973-032A | První let ke stanici Skylab. Posádka: Charles Conrad, Paul Weitz a Joseph Kerwin. |
| AS-207        | Skylab 3 | 28. července 1973 | 1973-050A | Druhý let ke Skylabu. Posádka: Alan Bean, Owen Garriott a Jack Lousma. |
| AS-208        | Skylab 4 | 16. listopadu 1973 | 1973-090A | Třetí a poslední let ke Skylabu. Posádka: Gerald Carr, William Pogue a Edward Gibson. |
| AS-209        | Skylab Rescue | 1973–1974 | - | Plánovaný záchranný let, neuskutečněn. Posádka: Vance Brand a Don Lind. |
| AS-210        | Sojuz-Apollo | 15. července 1975 | 1975-066A | Sovětsko-americký let. Posádka: Thomas Stafford, Vance Brand a Donald Slayton. Poslední mise Saturnu IB. |
| AS-211        | Nepoužita. První stupeň s maketou druhého stupně jsou vystaveny v Alabama Welcome Center v Ardmore v Alabamě. Druhý stupeň je vystaven v U.S. Space and Rocket Center v Huntsville, kde slouží jako maketa stanice Skylab. | Nepoužita. První stupeň s maketou druhého stupně jsou vystaveny v Alabama Welcome Center v Ardmore v Alabamě. Druhý stupeň je vystaven v U.S. Space and Rocket Center v Huntsville, kde slouží jako maketa stanice Skylab. | Nepoužita. První stupeň s maketou druhého stupně jsou vystaveny v Alabama Welcome Center v Ardmore v Alabamě. Druhý stupeň je vystaven v U.S. Space and Rocket Center v Huntsville, kde slouží jako maketa stanice Skylab. | Nepoužita. První stupeň s maketou druhého stupně jsou vystaveny v Alabama Welcome Center v Ardmore v Alabamě. Druhý stupeň je vystaven v U.S. Space and Rocket Center v Huntsville, kde slouží jako maketa stanice Skylab. |
| AS-212        | Nepoužita. První stupeň byl sešrotován. Druhý stupeň byl přestavěn a sloužil jako kosmická stanice Skylab | Nepoužita. První stupeň byl sešrotován. Druhý stupeň byl přestavěn a sloužil jako kosmická stanice Skylab | Nepoužita. První stupeň byl sešrotován. Druhý stupeň byl přestavěn a sloužil jako kosmická stanice Skylab | Nepoužita. První stupeň byl sešrotován. Druhý stupeň byl přestavěn a sloužil jako kosmická stanice Skylab |
| AS-213        | Postaven pouze první stupeň, sešrotován. | Postaven pouze první stupeň, sešrotován. | Postaven pouze první stupeň, sešrotován. | Postaven pouze první stupeň, sešrotován. |
| AS-214        | Postaven pouze první stupeň, sešrotován. | Postaven pouze první stupeň, sešrotován. | Postaven pouze první stupeň, sešrotován. | Postaven pouze první stupeň, sešrotován. |

## Galerie

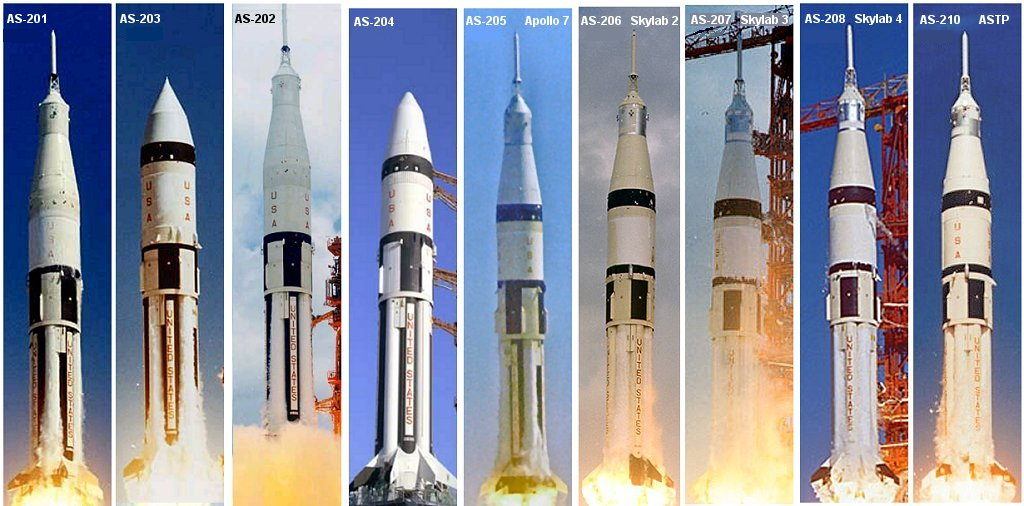
Fotomontáž všech startů Saturnu IB

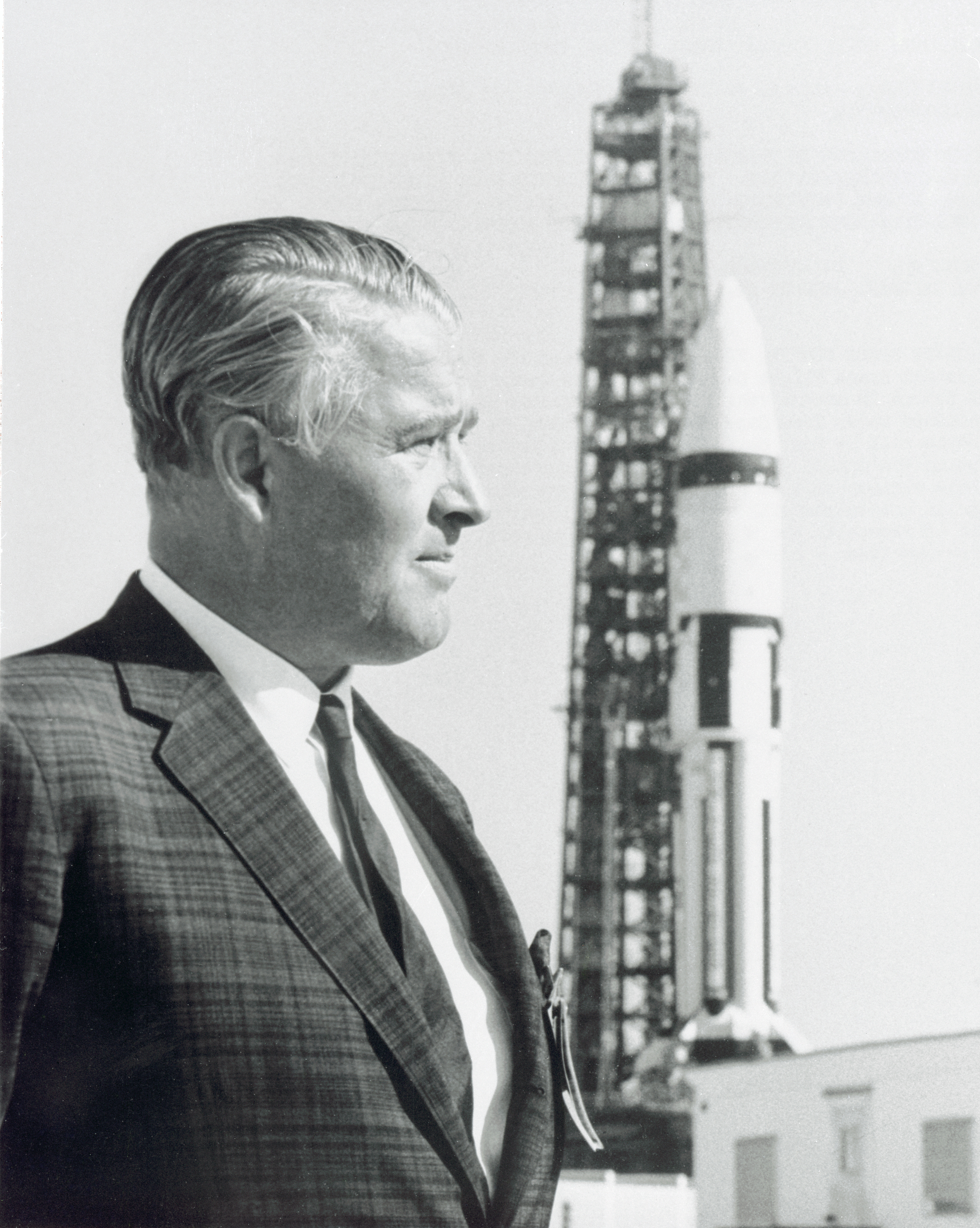
Wernher von Braun a Saturn IB
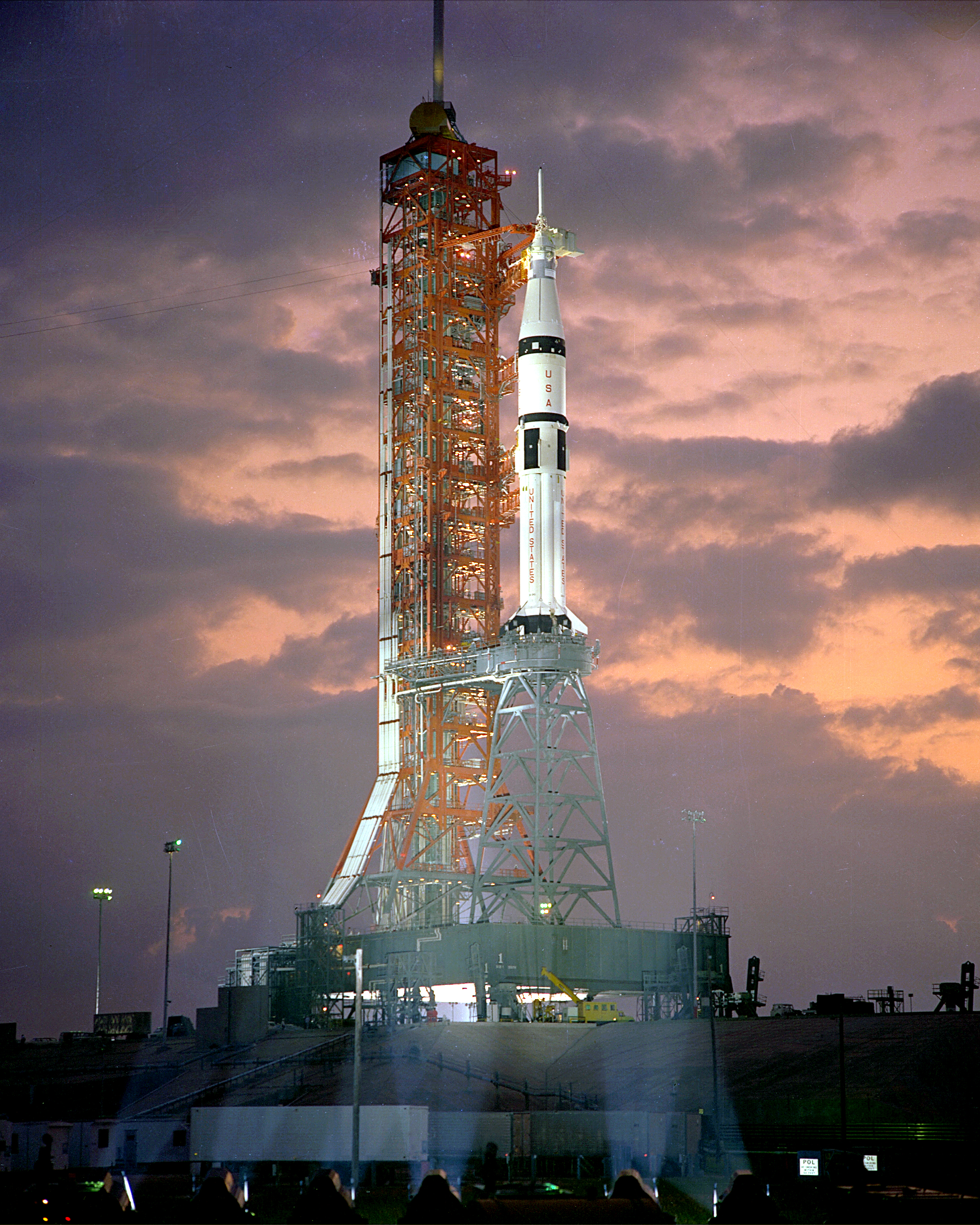
Před startem mise Sojuz-Apollo
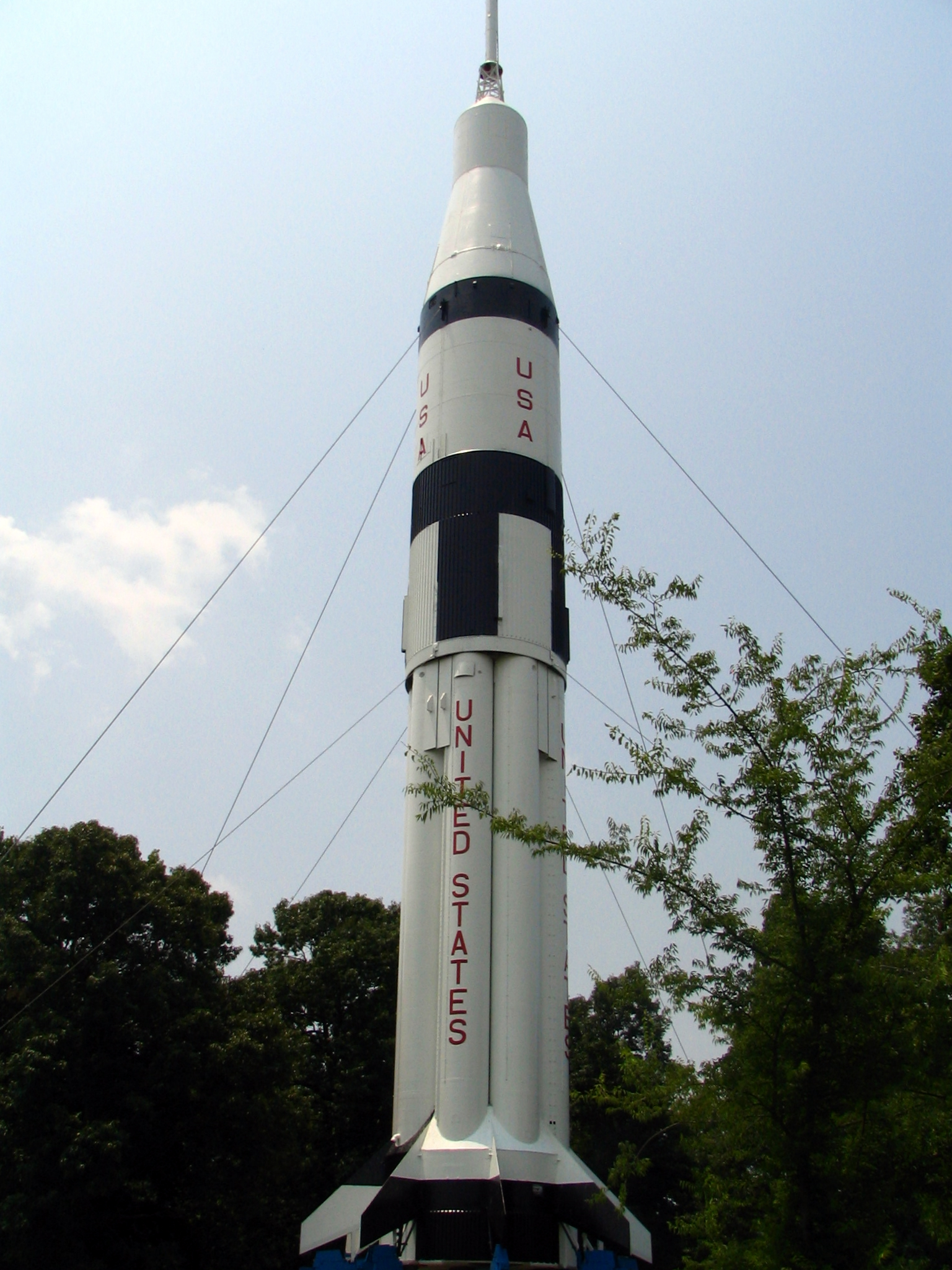
Raketa Saturn IB v raketovém centru v Huntsville
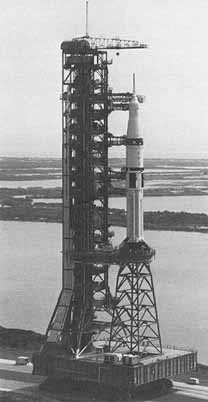
Saturn I na startovací rampě 39.
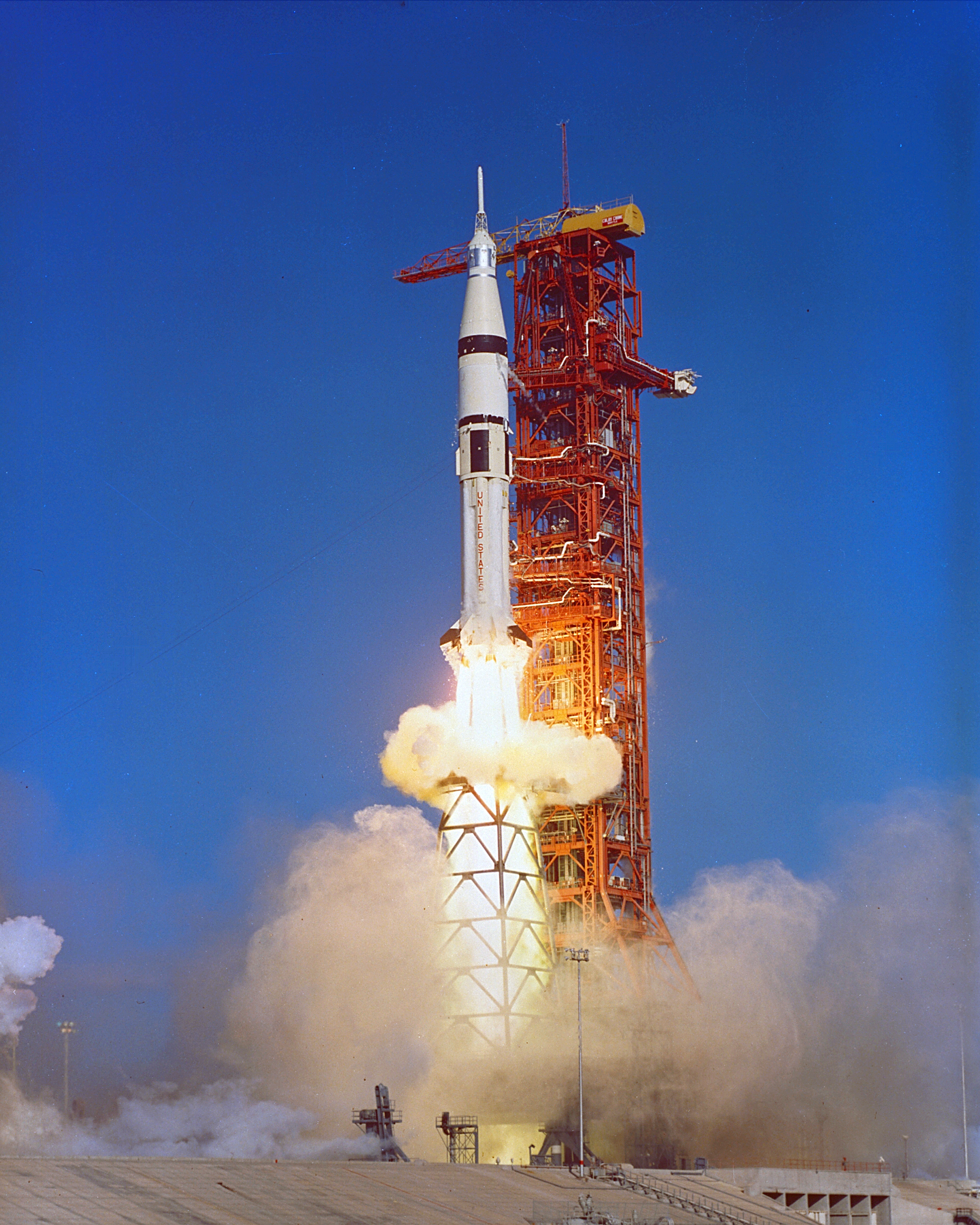
Start mise Skylab 4.
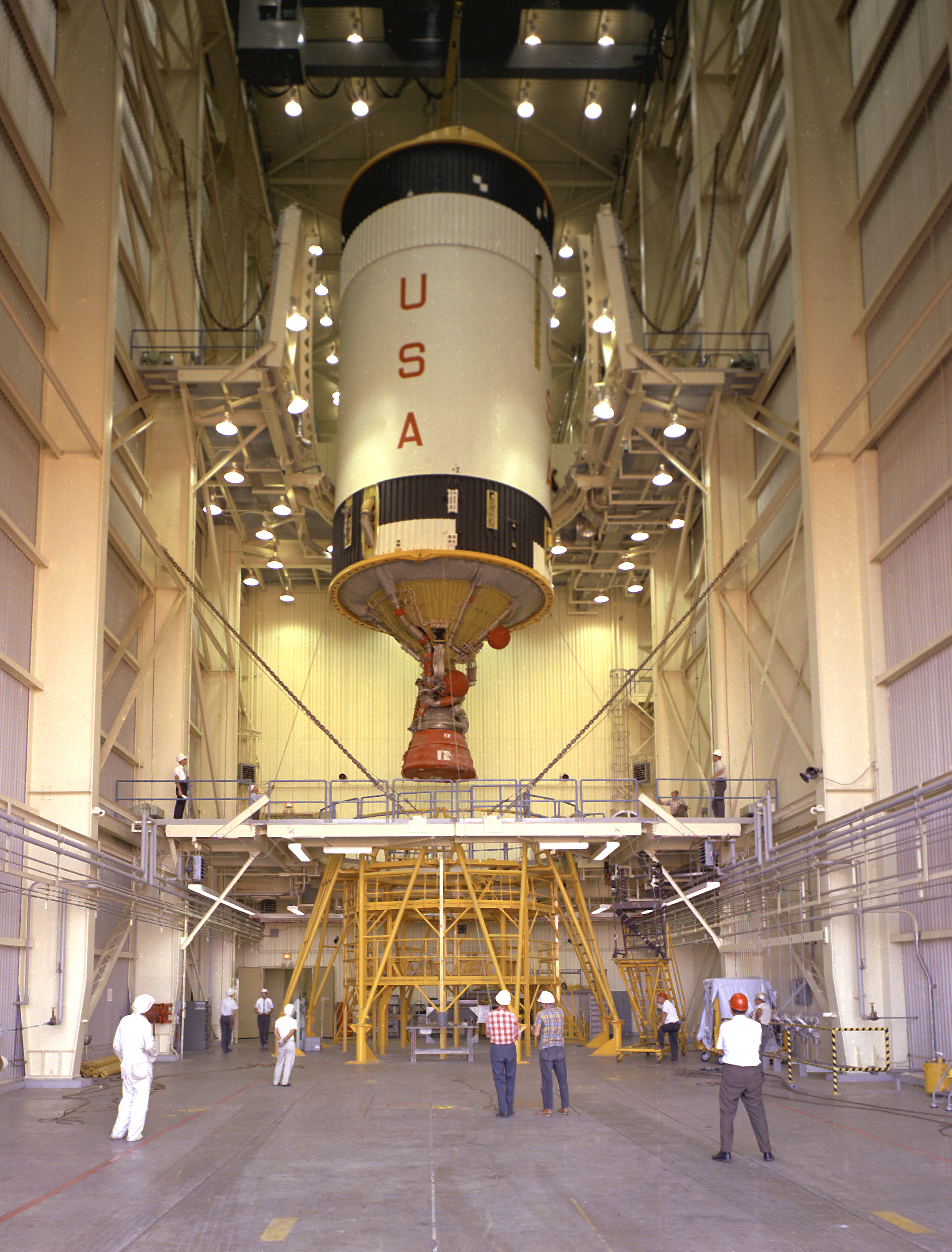
Přípravy druhého stupně
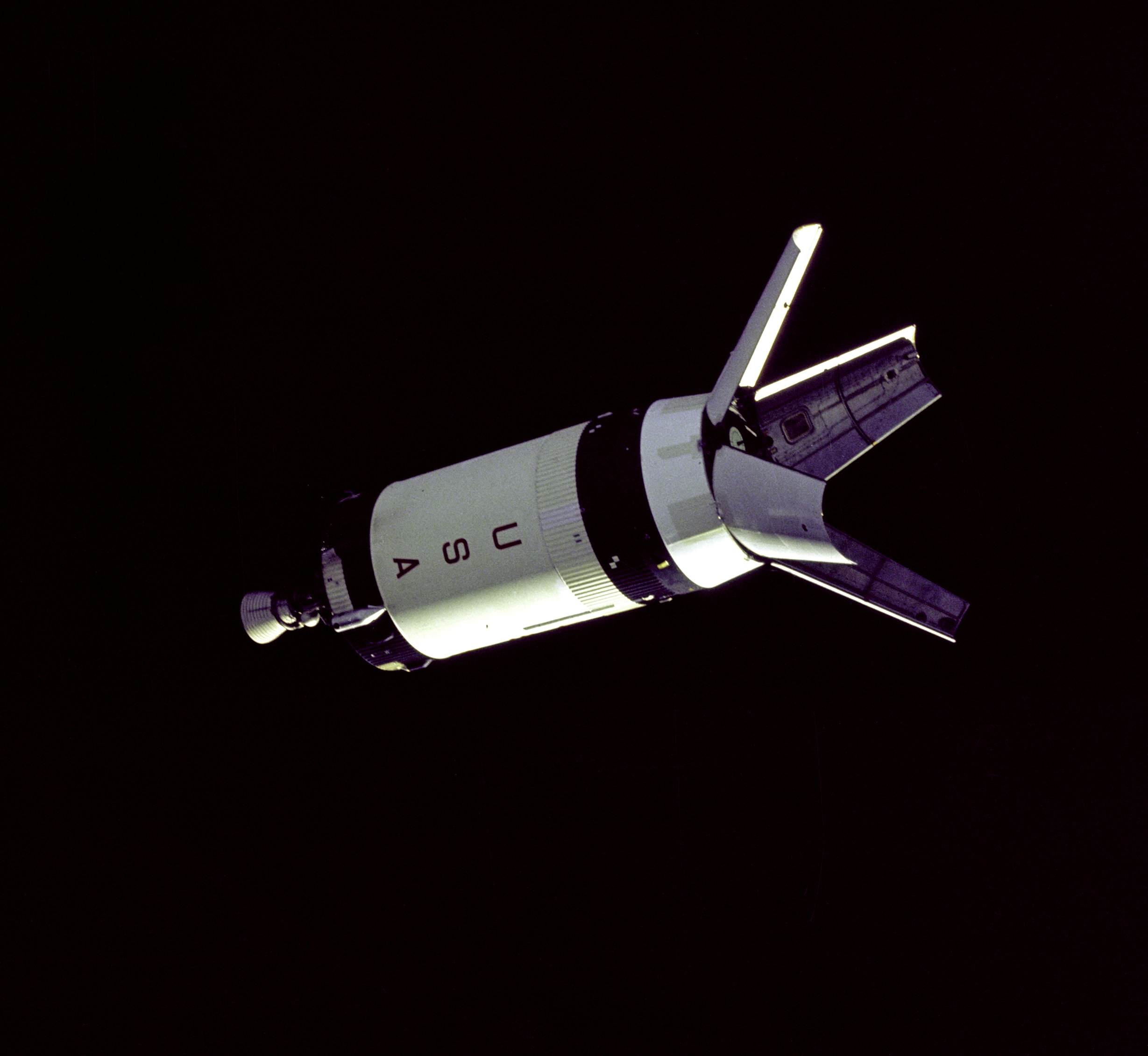
Druhý stupeň vyfocený během mise Apollo 7
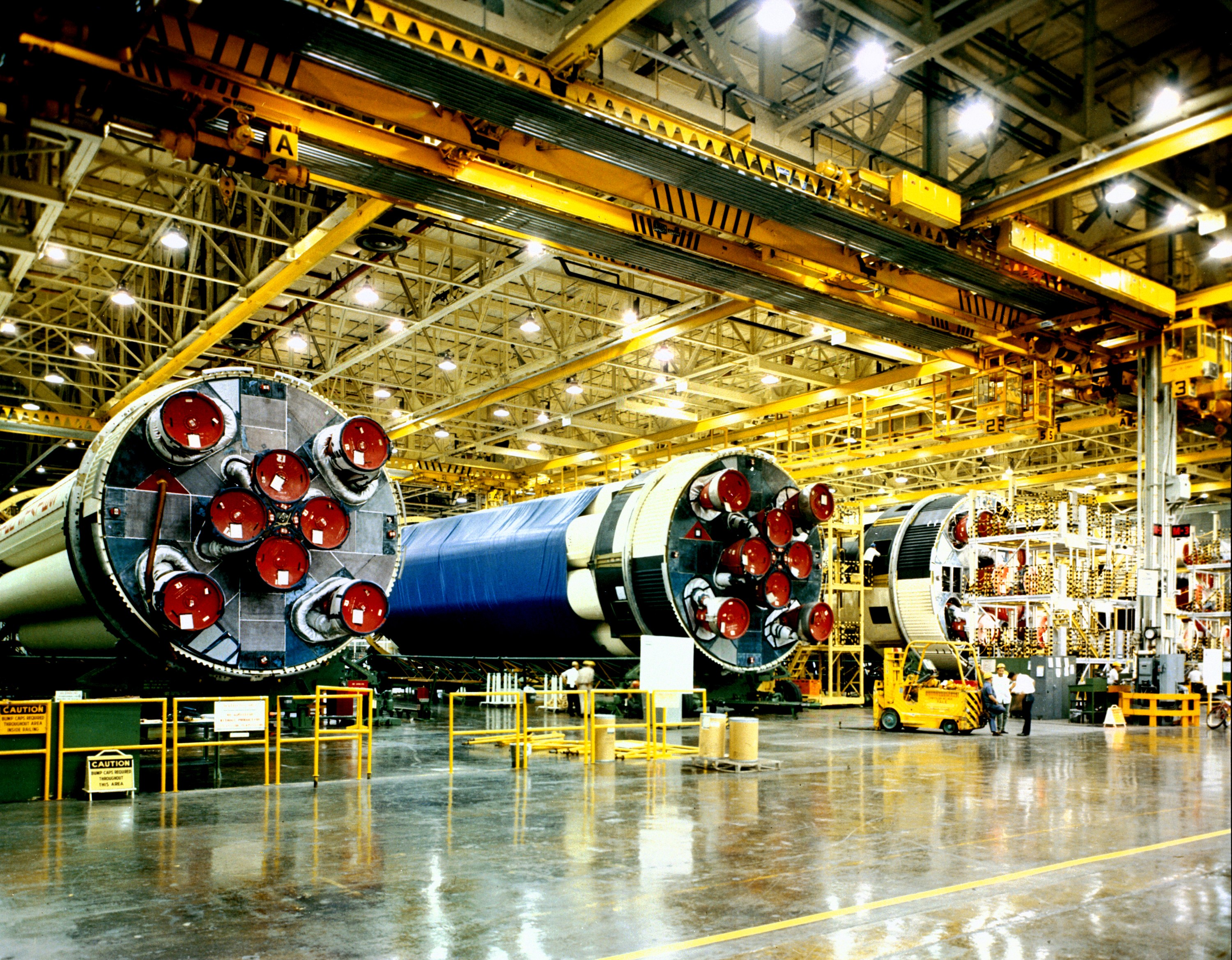
První stupně v montážní hale

#### Periodika
- LEDVINA, Milan. SATURN 1B. Letectví a kosmonautika. 8. 1965. Dostupné online.
- POSTRÁNECKÝ, Martin. SATURN 1B. Letectví a kosmonautika. 9. 1966. Dostupné online.

#### Monografie
- LÁLA, Petr; VÍTEK, Antonín. Malá encyklopedie kosmonautiky. Praha: Mladá fronta, 1982.
- BILSTEIN, Roger E. Stages to Saturn: A Technological History of the Apollo/Saturn Launch Vehicles. Washington, DC: NASA, 1981. Dostupné online. ISBN 0-16-048909-1.
- BENSON, Charles D.; FAHERTY, William B. Moonport: A History of Apollo Launch Facilities and Operations [online]. NASA, 1978 [cit. 2009-10-13]. Dostupné v archivu pořízeném dne 2011-03-18. (anglicky)
- EMME, Eugene M. Aeronautics and Astronautics Chronology, 1915-1960. Aeronautics and Astronautics: An American Chronology of Science and Technology in the Exploration of Space, 1915-1960. Washington, DC: NASA, 1962. Dostupné v archivu pořízeném dne 2009-08-13.
- BROOKS, Courtney G.; GRIMWOOD, James M.; SWENSON JR., Loyd S. Chariots for Apollo. Washington, DC: Government Printing Office, 1979. Dostupné v archivu pořízeném dne 2015-10-20.
- AKENS, David S. SATURN ILLUSTRATED CHRONOLOGY. Huntsville, Alabama: Historical Office (U.S. George C. Marshall Space Flight Center), 1971. Dostupné online. (anglicky)
- NEWKIRK, Roland W.; ERTEL, Ivan D.; BROOKS, Courtney G. Skylab: A Chronology. Washington, D.C.: NASA, 1977. Dostupné online. (anglicky)
- SLOOP, John L. Liquid hydrogen as a propulsion fuel, 1945-1959. Washington, DC: NASA/U.S. Goverment Printing Office, 1978. Dostupné online. Kapitola Saturn 1959.